# مراقبة الجمهور

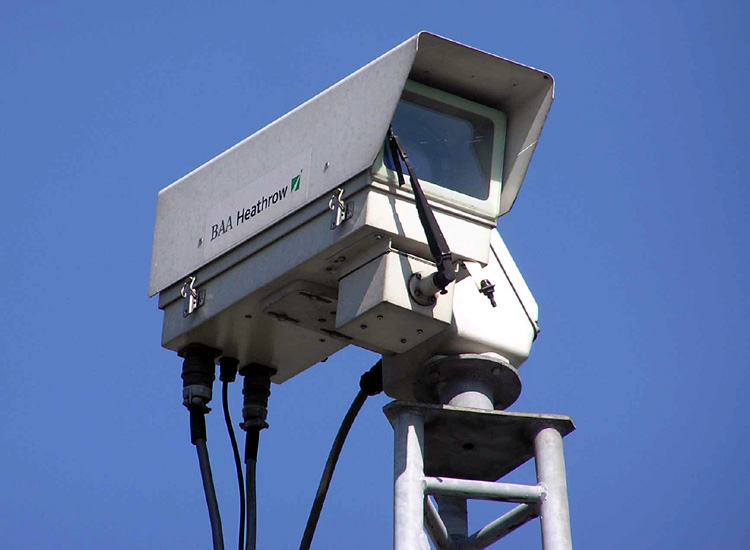
كاميرة مراقبة ذات دارة مغلقة.

مراقبة الجمهور (بالإنجليزية: Mass surveillance)‏ هي مراقبة منظمة لعدد كبير من الأشخاص. تقوم حكومات في الوقت الحالي بالمراقبة على نطاق واسع على قاطنيها، ويُدفع بأسباب منها محاربة الإرهاب، ومنع الجريمة والقلاقل المجتمعية، وحماية الأمن الوطني، والتحكم في السكان. في المقابل، فإن المراقبة تُنتقد لانتهاكها حقوق الخصوصية، وحدها الحقوق المدنية والسياسية والحريات، وخرقها لأنظمة ودساتير دول.
يُطرح أيضا قلق من أن زيادة مراقبة الجمهور قد تؤدي لتطور «دولة الرقابة» أو «دولة البوليس الإلكتروني» حيث تنتهك الحريات المدنية أو تُقوّض المعارضة السياسية ببرامج تديرها الأذرع الأمنية للسلطة بحجج سيقت سابقا لمثل هذه البرامج مثل «حماية الأمن القومي، ومنع العنف والحفاظ على النظام الاجتماعي والسياسي الموجود»، والقلق من أن مثل هذه الدول ستكون لا محالة دكتاتوريات شمولية.

## المراقبة الواسعة التجارية
بنتيجة الثورة الرقمية، فقد تحولت العديد من مفاصل الحياة إلى أجهزة لالتقاط وتخزين المعلومات. وتظهر العديد من التحفظات للخوف من استخدام الحكومات لتلك المعلومات من أجل القيام بمراقبة على نطاق واسع على مواطني دولها. تقوم المراقبة على نطاق واسع التجارية بالاعتماد على قوانين حماية حقوق النشر من أجل الحصول على موافقات المستخدمين على مراقبتهم من قبل أولئك المستخدمين الذين يستخدمون البرامج، وهذا يسمح بجمع المعلومات بطريقة قانونية الأمر الذي سيكون غير قانونيا إن نفذ من قبل الجهات الحكومية.

## حسب البلد
أشارت دراسة الخصوصية الدولية لعام 2007، التي شملت 47 دولة، إلى أن هناك زيادة في المراقبة وتراجع في أداء ضمانات الخصوصية، مقارنة بالعام السابق. لتحقيق التوازن بين هذه العوامل، تم تصنيف ثمانية بلدان على أنها «مجتمعات مراقبة». من بين هؤلاء الثمانية، سجلت الصين وماليزيا وروسيا أدنى مستوى، تلتها سنغافورة والمملكة المتحدة، ثم تايوان وتايلاند والولايات المتحدة. تم منح اليونان المرتبة الأفضل من حيث التصنيف، حيث تم الحكم عليها بـ «ضمانات كافية ضد الإساءة».
قامت العديد من الدول في جميع أنحاء العالم بالفعل بإضافة الآلاف من كاميرات المراقبة إلى المناطق الحضرية والضواحي وحتى المناطق الريفية. على سبيل المثال، في سبتمبر 2007، ذكر اتحاد الحريات المدنية الأمريكي (ACLU) أننا «في خطر الانخراط في مجتمع مراقب وهوغريب تمامًا عن القيم الأمريكية» مع «إمكانية لمستقبل مظلم حيث كل خطوة لدينا، كل معاملة لدينا، يتم تسجيل كل الاتصالات الخاصة بنا وتجميعها وتخزينها بعيدًا، وتكون جاهزة للفحص واستخدامها ضدنا من قبل السلطات وقتما تشاء».
في 12 مارس 2013، نشرت منظمة مراسلون بلا حدود تقريراً خاصاً عن مراقبة الإنترنت. تضمن التقرير قائمة «أعداء الدولة في الإنترنت»، الدول التي تشارك حكوماتها في مراقبة نشطة لمقدمي الأخبار، مما أدى إلى انتهاكات جسيمة لحرية المعلومات وحقوق الإنسان. وضعت خمس دول على القائمة الأولية: البحرين، الصين، إيران، سوريا، وفيتنام.

## البحرين
البحرين هي واحدة من الدول الخمس المدرجة على قائمة مراسلون بلا حدود في مارس 2013 والتي تضم «أعداء الدولة في لإنترنت»، وهي من الدول التي تشارك حكوماتها في مراقبة نشطة لمقدمي الأخبار، مما يؤدي إلى انتهاكات جسيمة لحرية المعلومات وحقوق الإنسان. يعد مستوى تصفية الإنترنت والمراقبة في البحرين من أعلى المستويات في العالم. يتم تمثيل العائلة المالكة في جميع مجالات إدارة الإنترنت ولديها أدوات متطورة تحت تصرفها للتجسس على مواطنيها. تتم مراقبة أنشطة المنشقين ومقدمي الأخبار عبر الإنترنت عن كثب وتتزايد المراقبة.
كشفت تقارير إعلامية نُشرت في يوليو 2021 عن استخدام برنامج بيغاسوس التابع لمجموعة أن أس أو للتجسس على نشطاء حقوقيين ومحامين وصحفيين من قبل الحكومات الاستبدادية على مستوى العالم. كانت البحرين من بين العديد من الدول المدرجة كعملاء للشركة الإسرائيلية المتهمين بالقرصنة وإجراء مراقبة جماعية غير مصرح بها باستخدام البرامج الضارة للهاتف على الرغم من سجل حقوق الإنسان السيئ. يقال إن البرنامج يصيب الأجهزة، مما يسمح لمشغليه بالوصول إلى رسائل الهدف والصور وتسجيل المكالمات وتنشيط الميكروفون والكاميرا.

## الصين
تعد الصين واحدة من الدول الخمس المدرجة في قائمة مراسلون بلا حدود في مارس 2013 والتي تضم «أعداء الدولة في الإنترنت»، وهي من الدول التي تشارك حكوماتها في مراقبة مواطنيها، مما يؤدي إلى انتهاكات خطيرة لحرية المعلومات وحقوق الإنسان. جميع امكانيات الوصول إلى الإنترنت في الصين مملوكة أو تسيطر عليها الدولة أو الحزب الشيوعي. قال العديد من الصحفيين الأجانب في الصين إنهم يعترفون بأن هواتفهم يتم التنصت عليها ومراقبة بريدهم الإلكتروني.

## إيران
تعد إيران واحدة من الدول الخمس المدرجة في قائمة مراسلون بلا حدود في مارس 2013 والتي تضم «أعداء الدولة في الإنترنت»، تدير الحكومة أو تسيطر على جميع مؤسسات الدولة تقريبًا لتنظيم الاتصالات أو إدارتها أو سن التشريعات المتعلقة بها. تم إنشاء المجلس الأعلى للفضاء الإلكتروني، الذي ترأسه الرئيس أحمدي نجاد، في مارس 2012 وهو الآن يحدد السياسة الرقمية. يكاد يكون بناء «الإنترنت الإيراني» بسرعة اتصال عالية ولكنها خاضعة للمراقبة تقريبًا.

## ماليزيا
في يوليو 2018، أعلنت الشرطة الماليزية عن إنشاء وحدة ماليزية للتحقيق في جرائم الإنترنت ضد الأطفال (Micac) مزودة ببرنامج مراقبة جماعية على الإنترنت في الوقت الفعلي تم تطويره في الولايات المتحدة ومكلف بمراقبة جميع مستخدمي الإنترنت الماليزيين، مع التركيز على المواد الإباحية والإباحية عن الأطفال. يقوم النظام بإنشاء «مكتبة بيانات» للمستخدمين تتضمن تفاصيل مثل عناوين IP والمواقع الإلكترونية والمواقع ومدتها وتواتر الاستخدام والملفات التي تم تحميلها وتنزيلها.

## المكسيك
بعد صراعها مع تهريب المخدرات والجماعات الإجرامية لعقود من الزمان، تعمل المكسيك على تعزيز المراقبة الجماعية العسكرية. ما يقرب من نصف سكان المكسيك لا يدعمون الديمقراطية كشكل من أشكال الحكومة، ويعتقدون أن النظام الاستبدادي أفضل إذا تم حل المسائل الاجتماعية من خلاله. إن أهمية هذه المعتقدات السياسية قد تسهل انتشار المراقبة الجماعية داخل البلاد. «هذا لا يعني بالضرورة نهاية المؤسسات الديمقراطية ككل - مثل الانتخابات الحرة أو ديمومة وسائل الإعلام الجماهيرية الحرجة - ولكنه يعني تعزيز آليات ممارسة السلطة التي تستبعد الحوار والشفافية والاتفاق الاجتماعي.»  وكالات الاستخبارات كانت على رادار المكسيك لفترة من الوقت لأسباب أمنية.

## هولندا
وفقًا لتقرير صدر عام 2004، فإن حكومة هولندا تنفذ المزيد من عمليات التنصت والسرية أكثر من أي دولة، للفرد، في العالم. تدير دائرة الاستخبارات العسكرية الهولندية MIVD محطة أرضية تابعة للأقمار الصناعية لاعتراض وصلات الأقمار الصناعية الأجنبية وأيضًا وسيلة للتنصت على حركة المرور الراديوية الأجنبية عالية التردد.

## سنغافورة
ينتشر هيكل المراقبة في سنغافورة على نطاق واسع من الدائرة التلفزيون المغلقة في المناطق العامة حتى في جميع أنحاء المدن، ومراقبة الإنترنت / مراقبة حركة المرور واستخدام بيانات تعريف المراقبة للمبادرات الحكومية. في سنغافورة، يعد تسجيل بطاقة SIM إلزاميًا حتى بالنسبة للبطاقة المدفوعة مسبقًا. تتمتع حكومة سنغافورة بالحق في الوصول إلى بيانات الاتصال. تتمتع Singtel ، وهي أكبر شركة اتصالات في سنغافورة، بعلاقات وثيقة مع الحكومة، ويتم صياغة القوانين السنغافورية على نطاق واسع للسماح للحكومة بالحصول على بيانات حساسة مثل الرسائل النصية والبريد الإلكتروني وسجلات المكالمات وسجل تصفح الإنترنت من الأشخاص دون الحاجة إلى إذن من المحكمة.
يعد تركيب كاميرات المراقبة الجماعية في سنغافورة بمثابة جهد لردع ليس فقط للهجمات الإرهابية ولكن أيضًا للأمن العام كجزء من مبادرة Smart Nation في سنغافورة لبناء شبكة من المستشعرات لجمع وتوصيل البيانات من حياة المدينة (بما في ذلك حركة المواطنين)، قامت حكومة سنغافورة بإنتاج 1000 مستشعر تتراوح بين رقائق الكمبيوتر وكاميرات المراقبة، لتتبع كل شيء تقريبًا في سنغافورة من جودة الهواء إلى السلامة العامة في عام 2014.
في عام 2016، في محاولة لزيادة الأمن، قامت قوة شرطة سنغافورة بتركيب 62000 كاميرا شرطة في 10000 مبنى من مجلس الإسكان والتنمية (HDB) تغطي المصاعد ومواقف السيارات متعددة الطوابق. مع تزايد المخاوف الأمنية، من المقرر أن يزداد عدد كاميرات الدوائر التلفزيونية المغلقة في المناطق العامة مثل مراقبة نظام النقل العام والمباني التجارية / الحكومية في سنغافورة.

## سوريا
سوريا هي واحدة من الدول الخمس المدرجة في قائمة مراسلون بلا حدود في مارس 2013 والتي تضم «أعداء الدولة في الإنترنت»، وهي دول تشارك حكوماتها في مراقبة نشطة لمقدمي الأخبار، مما يؤدي إلى انتهاكات جسيمة لحرية المعلومات وحقوق الإنسان. صعدت سوريا من الرقابة على شبكة الإنترنت ومراقبة الإنترنت مع اشتداد الحرب الأهلية في البلاد. هناك ما لا يقل عن 13 خادمًا وكيلًا من Blue Coat قيد الاستخدام، وتم اعتراض مكالمات Skype ، وتقنيات الهندسة الاجتماعية، والتصيد الاحتيالي، وهجمات البرامج الضارة كلها قيد الاستخدام.

## حسب البلد

### ألمانيا الشرقية
نفذت الشرطة السرية في ألمانيا الشرقية سابقًا، شتازي أحد أكبر عمليات المراقبة الجماعية في العالم قبل قيام الثورة الرقمية. بحلول الوقت الذي انهارت فيه الدولة في عام 1989، أنشأت الشتازي شبكة مدنية تُقدر بنحو 300,000 من المخبرين (أي مخبر واحد من كل خمسين شخص من السكان)، الذين رصدوا أدق تلميحات المعارضة السياسية بين المواطنين الآخرين. تعرّض العديد من الألمان الغربيين الذين كانوا يزورون أصدقائهم وأسرهم في ألمانيا الشرقية لتجسس الشتازي، فضلًا عن العديد من كبار السياسيين في ألمانيا الغربية والأشخاص الذين تلتفت أنظار العامة لهم.
كان أغلب مواطني ألمانيا الشرقية على دراية تامة بتجسس حكومتهم عليهم، الأمر الذي أدى إلى نشوء ثقافة من انعدام الثقة، فلم تُناقش القضايا السياسية الحساسة إلا بين أربعة جدران، ولم تُناقش إلا مع أقرب الأصدقاء وأفراد الأسرة، بينما احتفظوا بمظهرهم الزائف كأتباع مخلصين في الأماكن العامة.

### الاتحاد الأوروبي
يُعتبر الحق في الخصوصية أحد المجالات المتطورة في القوانين الأوروبية. تُنَظم عملية معالجة البيانات الشخصية داخل الاتحاد الأوروبي بموجب التوجيه المتعلق بحماية البيانات. على سبيل المقارنة، لا تمتلك الولايات المتحدة قانونًا لحماية البيانات يمكن مقارنته بهذا القانون؛ وعوضًا عن ذلك، تنظم الولايات المتحدة حماية البيانات على أساس قطاعي.
منذ أوائل عام 2012، عمل الاتحاد الأوروبي على وضع قانون عام لحماية البيانات ليحل محل توجيه حماية البيانات ومواءمة قانون حماية البيانات والخصوصية. في 20 أكتوبر 2013، أيدت لجنة في البرلمان الأوروبي هذا التدبير، الذي قد يتطلب، في حال صدوره، من الشركات الأمريكية الحصول على تصريح من المسؤولين الأوروبيين قبل الامتثال لأوامر الولايات المتحدة التي تسعى إلى الحصول على بيانات خاصة. يمثل التصويت جزءًا من الجهود المبذولة في أوروبا لحماية المواطنين من المراقبة عبر الإنترنت في أعقاب الكشف عن برنامج تجسس بعيد المدى تنفذه وكالة الأمن القومي الأمريكية. ذكرت فيفيان ريدينغ مفوضة العدل والحقوق في الاتحاد الأوروبي «برز سؤال حول ضرورة جمع المعلومات الشخصية وتجهيزها على نطاق واسع في إطار برامج المراقبة في الولايات المتحدة وملائمتها لتلبية مصالح الأمن القومي.» يطالب الاتحاد الأوروبي الولايات المتحدة بإدخال تغييرات على تشريعات الولايات المتحدة لمواءمة سبل الانصاف القانونية المتاحة في أوروبا، إذ أنه بإمكان المواطنين الأميركيين في أوروبا اللجوء إلى المحاكم إذا شعروا بانتهاك حقوقهم، بيد عدم إمكان الأوروبيين الذين لا يتمتعون بحق الإقامة في الولايات المتحدة فعل ذلك. عندما ألغت محكمة العدل الأوروبية الترتيب المشترك بين الاتحاد الأوروبي والولايات المتحدة لتنفيذ المبادئ الدولية المتعلقة بخصوصية اللجوء الآمن، اعتمدت في يوليو 2016 إطارًا جديدا لتدفق البيانات العابرة للأطلسي والذي عُرف باسم «درع الخصوصية بين الاتحاد الأوروبي والولايات المتحدة.»
في أبريل 2014، أعلنت محكمة العدل الأوروبية إلغاء توجيه الاتحاد الأوروبي للاحتفاظ بالبيانات. ذكرت المحكمة أن التوجيه ينتهك حقين أساسيين –احترام الحياة الخاصة وحماية البيانات الشخصية. أصدرت الهيئة التشريعية للاتحاد الأوروبي التوجيه المتعلق بالاحتفاظ بالبيانات في 15 ديسمبر 2005. يشترط أن يحتفظ مشغلو الاتصالات السلكية واللاسلكية بالبيانات الفوقية لخدمات الهاتف والإنترنت وغيرها من خدمات الاتصالات السلكية واللاسلكية لفترات لا تقل عن ستة أشهر ولا تزيد عن سنتين من تاريخ الاتصال على النحو الذي تحدده كل دولة عضو في الاتحاد الأوروبي، وأن تُتاح البيانات، عند الطلب، لمختلف الهيئات الحكومية. لا يقتصر الوصول إلى هذه المعلومات على التحقيق في الجرائم الخطيرة، ولا يُشترط الحصول على أمر بذلك.
اضطلعت المفوضية الأوروبية ببعض أنشطة المراقبة الجماهيرية متعددة التخصصات الموجهة نحو المهام (مثل إف بي 7) في إطار البرنامج السابع للبحث والتطوير التكنولوجي (مثل إنديست وهايد) وذلك بالاشتراك مع شركاء القطاع الصناعي. يطور مشروع إنديست (نظام معلومات ذكي يدعم المراقبة والبحث والكشف عن أمن المواطنين في البيئة الحضرية) نظامًا ذكيًا لمراقبة البيئة الحضرية لتسجيل البيانات التشغيلية وتبادلها لغرض الكشف التلقائي عن جميع المعلومات المتعلقة بالسلوك أو العنف غير الطبيعي والتعرف عليها ومعالجتها بطريقة ذكية.
تتمثل النتائج الرئيسية المتوقعة لمشروع إنديست فيما يلي:
- تجربة التحليل الذكي للبيانات المرئية والصوتية للكشف عن المخاطر المنتشرة افي البيئات الحضرية،
- استحداث أدوات وتقنيات لضمان خصوصية البيانات وحمايتها أثناء تخزين المعلومات ونقلها باستخدام الترميز الكمي والأساليب الجديدة للملاحة الرقمية،
- الكشف عن التهديدات والجرائم المستهدفة في موارد الإنترنت بالاستعانة بالحاسوب، مع إيجاد حلول لحماية الخصوصية،
- بناء محرك للبحث الدلالي السريع القائم على تسريب المحتوى المتعلق باستغلال الأطفال في المواد الإباحية والاتجار بالأعضاء البشرية،
- تنفيذ نظام حاسوبي ذو قدرة على المعالجة الذكية الفعالة.

يُعتبر هايد (الأمن الداخلي وتحديد الهوية البيولوجية وأخلاقيات الكشف الشخصي) مشروعًا بحثيًا تموله المفوضية الأوروبية في إطار البرنامج السابع لإدارة التنمية الإقليمية. استقصى الاتحاد، بتنسيق من إميليو مورديني، الآثار الأخلاقية المتعلقة بالخصوصية والمترتبة على القياسات الحيوية وتقنيات الكشف الشخصي مع التركيز على الصلة بين الكشف الشخصي والتوثيق وتحديد الهوية والمراقبة الجماعية.

### الهند
أقر البرلمان الهندي قانون تكنولوجيا المعلومات لعام 2008 دون أي نقاش، ما منح الحكومة سلطة الاستفادة من جميع الاتصالات دون الحصول على أمر من المحكمة أو أمر قضائي. تنص المادة 69 من القانون على «تخول المادة 69 الحكومة المركزية وحكومة الولايات ووكالاتها المأذون لها باعتراض أو رصد أو فك تشفير أي معلومات صادرة أو مُحالة أو متلقاه أو مخزنة في أي مورد حاسوبي إذا كان من الضروري والمناسب القيام بذلك لمصلحة سيادة الهند وسلامتها أو للدفاع عن أمن الدولة أو لإقامة علاقات ودية مع دول أجنبية أو لصالح النظام العام أو لمنع التحريض على ارتكاب أي جريمة يمكن إدراكها أو للتحقيق في أي جريمة.»
بحلول مايو 2011، استحدثت الهند شبكة استخبارات وطنية تُتاح فيها بيانات الأفراد آنيًا ودون رقابة، وتتراوح تلك البيانات بين سجلات الأراضي، وسجلات الإنترنت، وسجلات الهاتف، وسجلات الأسلحة، ورخص القيادة، وسجلات الممتلكات، وسجلات التأمين، وسجلات ضريبة الدخل. اعتبارًا من فبراير 2011، منحت هيئة الهوية الفريدة للهند شهادة الهوية الموحدة لجميع مواطني الهند، والتي مكّنت الحكومة من تتبع الناس في الوقت الراهن. بحلول عام 2011، أُنشئ سجل سكاني وطني لجميع المواطنين، ويُجرى من خلاله مسح بصمات الأصابع وقزحية العين بالإضافة إلى سجلات النظام العالمي لتحديد المواقع لكل أسرة.
وفقًا للخطة الأولية، سيتاح الوصول إلى البيانات المجمعة لإحدى عشرة وكالة، بما في ذلك جناح البحث والتحليل الهندي، ومكتب الاستخبارات، ومديرية إنفاذ القانون، ووكالة التحقيقات الوطنية، ومكتب التحقيقات المركزي، ومديرية استخبارات الإيرادات، ومكتب مكافحة المخدرات.
ركّبت عدة ولايات في الهند بالفعل أنظمة مراقبة في الدوائر التلفزيونية المغلقة ذات قدرة على مطابقة الوجوه باستخدام القياسات الحيوية في الهوية الشخصية. تستخدم ولايتي أندرا براديش وتيلانغانا معلومات مرتبطة بالهوية الشخصية عبر وكالات مختلفة لإيجاد صورة شخصية من 360 درجة لشخص ما، والتي تُعرف باسم مركز معلومات التكامل. تعتزم دول أخرى حاليًا اتباع هذا النموذج.

### كوريا الشمالية
بعد حصول كوريا الشمالية على لقب «دولة المراقبة»، أصبحت حكومتها تسيطر كليًا على جميع أشكال الاتصالات السلكية واللاسلكية والإنترنت. جرت العادة أن يُرسَل الأشخاص إلى معسكر السجن بتهمة الاتصال بالعالم الخارجي. تنفذ الحكومة قيودًا حول أنواع الأجهزة التي قد يمتلكها الكوريون الشماليون في منازلهم، وذلك في حال إمكانية التقاط بعض أجهزة الراديو أو التلفزيون إشارات من كوريا الجنوبية والصين وروسيا القريبة. تتجسس الحكومة بنشاط على مواطنيها ولا تحاول إخفاء ذلك. يتزايد عدد ممتلكي الهواتف الذكية في كوريا الشمالية، بيد أن هذه الأجهزة تخضع لرقابة شديدة وتُستخدم لمراقبة كل ما يفعله الكوريون الشماليون على هواتفهم. ذكرت وكالة رويترز في عام 2015 أنه بلغ عدد مشتركي خدمة كوريولينك، شبكة الهاتف المحمول الرسمية في كوريا الشمالية، نحو 3 ملايين مشترك في بلد يتألف من 24 مليون مواطنًا. من الواضح أنه من أجل الحصول على بيانات رقمية يمكن للحكومة الاستفادة منها، يتعين على المواطنين الوصول إلى الهواتف وغيرها من الأمور عبر الإنترنت.

## اقرأ أيضا
- كشف التنصت العالمي
- مراقبة الدولة
- الحق في الخصوصية